# Länsisuomenkarja
La länsisuomenkarja est une race bovine finnoise. Elle porte en anglais le nom de western finncattle.

## Origine
Elle vient de l'ouest de la Finlande. C'est une race issue de bovins autochtones, croisés avec du bétail étranger introduit au XVIe puis aux XIXe et XXe siècles. (Angeln, ayrshire, shorthorn...) 
Son herd-book ouvert en 1904 a absorbé celui des races itäsuomenkarja et pohjoisuomenkarja dans les années 70. La race représente environ 4000 vaches et 70 taureaux. 90 % des vaches sont accouplées avec les taureaux pohjoisuomenkarja.

## Morphologie
Elle porte une froment roux à rouge. La population est sans cornes et les muqueuses sont claires. 
La vache pèse 470 kg pour 125 cm au garrot et le taureau 850 kg pour 140 cm.

## Aptitudes
C'est une race classée laitière. Elle produit 6100 kg par lactation d'un lait riche en k-caséine B recherchée par l'industrie fromagère. (4,4 % de matière grasse et 3,5 % de protéine)
Elle est appréciée pour son adaptation au climat nordique.